# Santiago Homenchenko
Vous pouvez aider à l'améliorer ou bien discuter des problèmes sur sa page de discussion.
- Il ne cite pas suffisamment ses sources. Vous pouvez indiquer les passages à sourcer avec {{référence nécessaire}} ou {{Référence souhaitée}}, et inclure les références utiles en les liant aux notes de bas de page. (Marqué depuis avril 2024)
- Certaines informations devraient être mieux reliées aux sources mentionnées dans la bibliographie ou les liens externes. Améliorez sa vérifiabilité en les associant par des références. (Marqué depuis avril 2024)

- Archive Wikiwix
- Bing
- Cairn
- DuckDuckGo
- E. Universalis
- Gallica
- Google
- G. Books
- G. News
- G. Scholar
- Persée
- Qwant
- (zh) Baidu
- (ru) Yandex
- (wd) trouver des œuvres sur Wikidata

Santiago Homenchenko est un footballeur uruguayen né le 30 août 2003 à Mercedes. Il joue au poste de milieu de terrain au Querétaro FC, en prêt du CF Pachuca.

## Carrière

### En club
Pendant sa jeunesse, il a joué dans les académies de Danubio FCet du CD Plaza Colonia avant de rejoindre le CA Peñarol en juillet 2021. Le 8 septembre 2021, il signe son premier contrat pro avec le club. Le 19 septembre 2022, il fait ses débuts avec l'équipe première lors d'un match du championnat gagné 3-1 contre le CS Cerrito en entrant à la 84' à la place de Brian Lozano. 

### En sélection
En octobre 2022, il est sélectionné avec les moins de 20 ans pour participer aux Jeux sud-américains de 2022. Il joue toues les cinq matchs et l'Uruguay termine quatrième. En mai 2022, il participe à la coupe du monde des moins de 20 ans en Argentine. Il joue dans cinq matchs dans la compétition et l'Uruguay remporte la coupe en battant l'Italie en finale 1-0.

## Palmarès
Uruguay -20 ans (1)
- Coupe du monde des moins de 20 ans
  - Vainqueur en 2023